# Rajd Volán 1981
Rajd Volán 1981 (12. Volán Rallye 1981) – 12. edycja rajdu samochodowego Rajd Volán rozgrywanego na Węgrzech. Rozgrywany był od 23 do 24 maja 1981 roku. Rajd był trzecią rundą Rajdowego Pucharu Pokoju i Przyjaźni w roku 1981 oraz drugą rundą Rajdowych Mistrzostw Węgier w roku 1981.

## Klasyfikacja rajdu
| Miejsce                                  | Kierowca               | Pilot                  | Samochód               | Czas                   | Strata                 |                        |
| Klasyfikacja generalna                   | Klasyfikacja generalna | Klasyfikacja generalna | Klasyfikacja generalna | Klasyfikacja generalna | Klasyfikacja generalna | Klasyfikacja generalna |
| ---------------------------------------- | ---------------------- | ---------------------- | ---------------------- | ---------------------- | ---------------------- | ---------------------- |
| 1.                                       | Attila Ferjáncz        | János Tandari          | Renault 5 Alpine       | 2:45:43                | –                      |                        |
| 2.                                       | Stoyan Kolev           | Boyko Ignatov          | Renault 5 Alpine       | 2:47:54                | +2:11                  |                        |
| 3.                                       | Stasys Brundza         | Vilius Rožukas sen.    | Lada VAZ 21011         | 2:48:20                | +2:37                  |                        |
| 4.                                       | Zoltán Barka           | József Horváth         | BMW 2002 Ti            | 2:49:33                | +3:50                  |                        |
| 5.                                       | Maciej Stawowiak       | Ryszard Żyszkowski     | FSO Polonez 2000       | 2:51:30                | +5:47                  |                        |
| 6.                                       | Zdeněk Pipota          | Jan Pospíšil           | Škoda 130 RS           | 2:51:49                | +6:06                  |                        |
| 7.                                       | Georgi Petrov          | Ivan Tonev             | Lada VAZ 21011         |                        |                        |                        |
| 8.                                       | Joel Tammeka           | Ants Kulgevee          | Lada VAZ 21011         |                        |                        |                        |
| 9.                                       | Jan Trajbold st.       | Jaroslav Palivec       | Škoda 130 RS           | 3:01:16                | +15:33                 |                        |
| 10.                                      | Gyula Dudás            | Gábor Doma             | Lada VAZ 21011         | 3:01:20                | +15:37                 |                        |
| Klasyfikacja RPPiP                       |                        |                        |                        |                        |                        |                        |
| 1.                                       | Attila Ferjáncz        | János Tandari          | Renault 5 Alpine       | 2:45:43                | –                      |                        |
| 2.                                       | Stoyan Kolev           | Boyko Ignatov          | Renault 5 Alpine       | 2:47:54                | +2:11                  |                        |
| 3.                                       | Stasys Brundza         | Vilius Rožukas sen.    | Lada VAZ 21011         | 2:48:20                | +2:37                  |                        |
| 4.                                       | Maciej Stawowiak       | Ryszard Żyszkowski     | FSO Polonez 2000       | 2:51:30                | +5:47                  |                        |
| 5.                                       | Zdeněk Pipota          | Jan Pospíšil           | Škoda 130 RS           |                        |                        |                        |
| 6.                                       | Georgi Petrov          | Ivan Tonev             | Lada VAZ 21011         |                        |                        |                        |
| 7.                                       | Joel Tammeka           | Ants Kulgevee          | Lada VAZ 21011         |                        |                        |                        |
| 8.                                       | Jan Trajbold st.       | Jaroslav Palivec       | Škoda 130 RS           |                        |                        |                        |
| 9.                                       | Gyula Dudás            | Gábor Doma             | Lada VAZ 21011         |                        |                        |                        |
| Klasyfikacja Rajdowych Mistrzostw Węgier |                        |                        |                        |                        |                        |                        |
| 1.                                       | Attila Ferjáncz        | János Tandari          | Renault 5 Alpine       |                        | –                      |                        |
| 2.                                       | Zoltán Barka           | József Horváth         | BMW 2002 Ti            |                        |                        |                        |
| 3.                                       | Gyula Dudás            | Gábor Doma             | Lada VAZ 21011         |                        |                        |                        |